# Batalha de Haslach-Jungingen
A Batalha de Haslach-Jungingen, também designada por Batalha de Albeck, teve lugar no dia 11 de Outubro de 1805 em Ulm-Jungingen, a norte de Ulm, na região do Danúbio, entre o exército francês e as forças austríacas. A batalha fez parte da guerra da Terceira Coligação, a qual fez parte das Guerras napoleónicas. O resultado deste confronto foi uma vitória decisiva dos franceses.